# Callao
Callao (sp. El Callao) är en stad med 876 877 invånare (2007)  i Peru, 12 km väster om Lima. Callao ingår i Limas storstadsområde och har landets största och viktigaste hamn.
Staden Callao omfattar samma geografiska område som Provincia Constitucional del Callao.

## Historia
Callao grundades 1537 och blev snart huvudhamnen för spanjorernas handel i Stilla havet. Stadens ursprungliga namn är okänt, men det nuvarande har funnits sedan 1550.
Under vicekungadömet Perus glansdagar transporterades alla varor som producerades i Peru, Bolivia och västra Argentina med mulor över Anderna till Callao för att skeppas till Panama, bäras över land och transporteras till Spanien via Kuba.
1949 var staden känd som en av världens största centrum för kokabaserade produkter och kokaintrafik .
Perus största nationella och internationella flygplats Jorge Chávez ligger här .